# Luigi Antonio Secco

Bischofswappen von Luigi Antonio Secco

Luigi Antonio Secco SDB (* 8. Juni 1947 in Piazzola sul Brenta, Provinz Padua, Italien) ist ein italienischer Ordensgeistlicher und emeritierter römisch-katholischer Bischof von Willemstad.

## Leben
Luigi Antonio Secco trat in die Ordensgemeinschaft der Salesianer Don Boscos ein und empfing am 27. April 1975 das Sakrament der Priesterweihe. 
Am 24. Juni 2000 ernannte ihn Papst Johannes Paul II. zum Koadjutor des Bischofs von Willemstad. Der Bischof von Willemstad, Wilhelm Michel Ellis, spendete ihm am 25. Oktober desselben Jahres die Bischofsweihe; Mitkonsekratoren waren der Erzbischof von Caracas, Antonio Ignacio Velasco García SDB, und der Apostolischer Vikar von Puerto Ayacucho, José Ángel Divassón Cilveti SDB. Am 11. Oktober 2001 wurde Luigi Antonio Secco in Nachfolge von Wilhelm Michel Ellis, der aus Altersgründen zurücktrat, Bischof von Willemstad. Sein Wahlspruch Veritatem facientes in caritate (deutsch: In Liebe die Wahrheit bezeugen) ist dem Epheserbrief entnommen (Eph 4,15 ).
Am 7. Januar 2025 nahm Papst Franziskus seinen altersbedingten Rücktritt an.